# مالینا (استان دوبریچ)
مالینا (به بلغاری: Malina) یک منطقهٔ مسکونی در بلغارستان است که در شهرستان جنرال توشوو واقع شده‌است.